# Margot Dreschel
Margot Elisabeth Dreschel, chiamata anche Drechsler o Drexler (Neugersdorf, 17 maggio 1908 – Bautzen, maggio/giugno 1945), è stata una militare tedesca, guardia carceraria nei campi di concentramento nazisti durante la seconda guerra mondiale.
Prima di essere arruolata come ausiliaria delle SS, lavorò a Berlino. Il 31 gennaio 1941 arrivò al campo di concentramento di Ravensbrück per seguire l'addestramento come guardia carceraria. All'inizio fu una SS-Aufseherin, una guardia femminile di rango inferiore responsabile delle donne internate a Ravensbrück. Si formò sotto l'Oberaufseherin Johanna Langefeld nel 1941 e divenne rapidamente una SS-Rapportführerin, una guardia di grado superiore.

## Auschwitz-Birkenau
Il 27 aprile 1942, Dreschel fu selezionata per il trasferimento nel campo di concentramento di Auschwitz II - Birkenau, di recente apertura. La Dreschel iniziò i suoi servizi a Birkenau nell'agosto 1942, non appena fu istituito il campo femminile con le donne trasferite da Auschwitz, durante l'espansione del campo. Fu in servizio sotto Maria Mandl e lavorò come associata del dottor Mengele.
Dreschel fu a capo di tutti gli uffici del campo ad Auschwitz. Secondo quanto riferito, il suo aspetto fu repellente, come raccontò una prigioniera di Auschwitz:"la leader del campo era Dreschel, i suoi denti da coniglio erano sporgenti, anche con la bocca chiusa". I detenuti la descrissero come volgare, magra e brutta. Dopo la guerra, molti sopravvissuti testimoniarono delle sue percosse notoriamente brutali. Si occupò delle selezioni indossando camice e guanti bianchi, travestita da medico.
(Processi per crimini di guerra. Protocollo 3309, Sorveglianti femminili delle SS ad Auschwitz)
Margot si spostò regolarmente tra il campo di Auschwitz I e Birkenau, e si occupò di selezionare le donne e i bambini da mandare nelle camere a gas. Il 1º novembre 1944 si recò nel campo di concentramento di Flossenbürg come Oberaufseherin e come addestratrice delle sorveglianti arruolate. Nel gennaio 1945, fu spostata di nuovo nel sottocampo di Ravensbruck a Neustadt-Glewe e fuggì da lì nell'aprile 1945 quando la Germania nazista si arrese.
Nel maggio 1945, diversi ex prigionieri di Auschwitz la riconobbero su una strada da Pirna a Bautzen nella zona sovietica, e la consegnarono alla polizia militare sovietica. I sovietici la condannarono a morte e la giustiziarono nel maggio o giugno 1945 per impiccagione a Bautzen.